# Туляков, Элдор Собиржонович
Элдор Собиржонович Туляков (род. 9 июля 1986, Орджоникидзевский район, Ташкентская область) — узбекский политик.

## Биография
Учился в школах № 2 и 7 города Чирчика. Окончил Вестминстерский международный университет в Ташкенте (2008) по специальности «Коммерческое право», а также получил степень магистра права во Франкфуртском университете Права и Финансов (Institute for Law and Finance, University of Frankfurt, 2011).
Туляков начал карьеру в 2005 году в Ташкентском городском суде, где занимал различные должности, связанные с уголовными и гражданскими делами. С 2008 по 2014 год он работал главным консультантом в Исследовательском центре Верховного суда Узбекистана, участвуя в разработке законодательства и судебных реформ.
Член Законодательной палаты Олий Мажлиса Республики Узбекистан (2015—2020), где был членом Комитета по бюджету и экономическим реформам Нижней палаты. 22 декабря 2019 года был избран в Ташкентский городской Кенгаш народных депутатов.
С 2019 года Эльдор Туляков является Исполнительным директором Центра «Стратегия развития», также является и членом Центрального совета демократической партии «Миллий Тикланиш». Он также является независимым исследователем в Университете мировой экономики и дипломатии по теме защиты иностранных инвестиций на основе двусторонних соглашений о взаимном стимулировании и защите инвестиций в Республике Узбекистан.
Награждён медалью «Шухрат» за вклад в государственную службу (2019).